# Монумент Воллесу

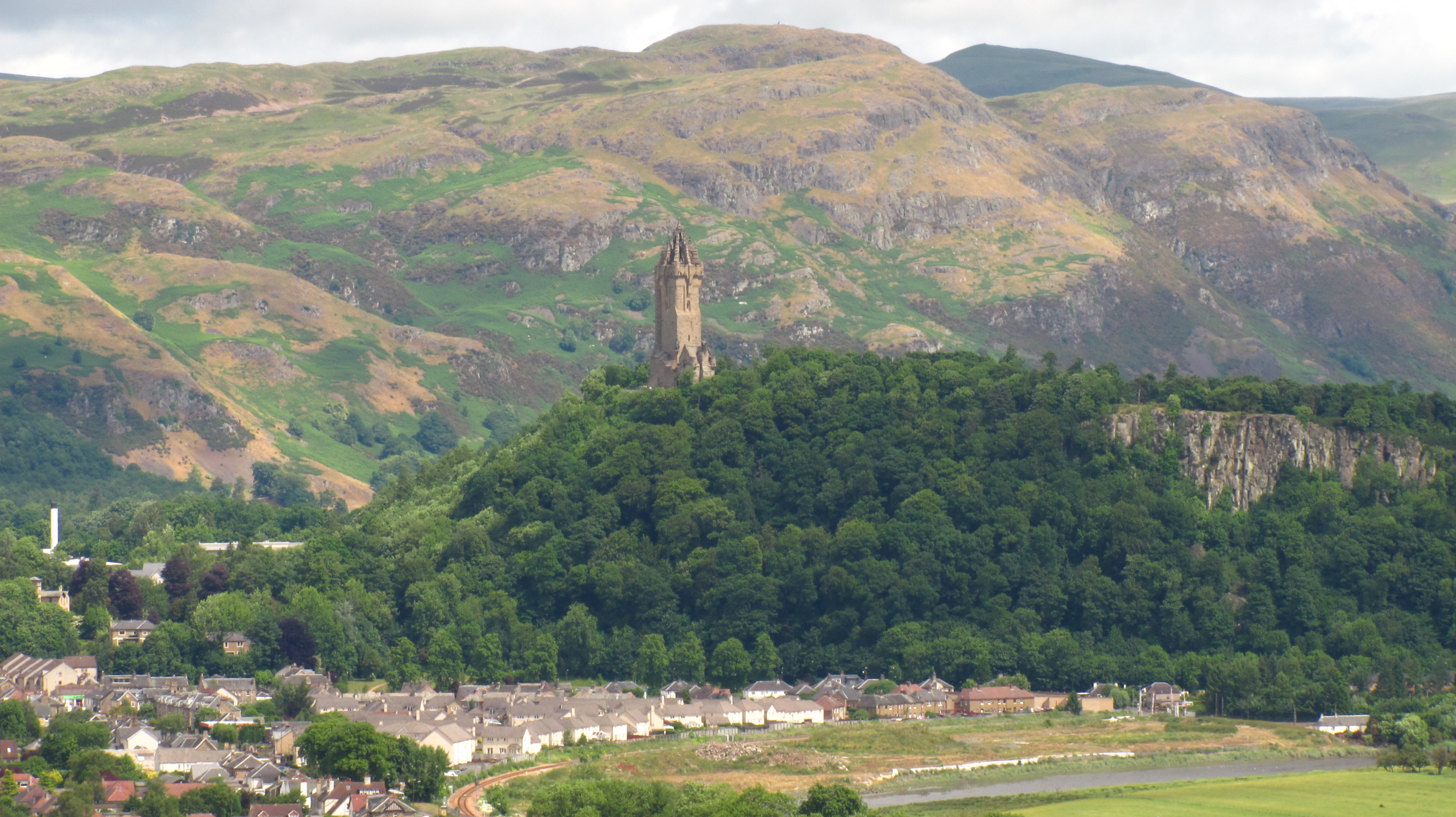
Гора Аббі-Крейг і монумент Воллесу на ній

Монумент Воллесу — монумент у вигляді 67-метрової башти, встановлений на вершині гори Аббі-Крейг на березі річки Форт біля міста Стерлінг на честь національного героя Шотландії, організатора боротьби за незалежність шотландців від Англії Вільяма Воллеса.
Побудований 1869 року. Архітектор — Джон Томас Рошед
За легендою саме на горі Аббі-Крейг Вільям Воллес спостерігав за армією англійців перед Битвою на Стерлінзькому мості, що відбулася 11 вересня 1297 року і завершилася перемогою шотландців.